# Phenacomargarites
Phenacomargarites is een geslacht van weekdieren uit de klasse van de Gastropoda (slakken).

## Soorten
- Phenacomargarites incomptus Marshall, 2016
- Phenacomargarites titan Marshall, 2016
- Phenacomargarites williamsae Marshall, 2016